# 1933 في السعودية
تحتوي هذه المقالة على أهم الأحداث التي شهدتها السعودية في 1933، إضافة إلى أهم الشخصيات السعودية التي وُلدت أو تُوفيت في هذه السنة.

## السياسة

### الحكم
الملك: عبد العزيز بن عبد الرحمن آل سعود

### تعيينات

#### يناير
- 1: عبد الله بن سليمان الحمدان، وكيل الدفاع السعودي.

#### مايو
- 11: تسمية سعود بن عبد العزيز آل سعود، ولياً للعهد.[1]

## أحداث
- تأسيس مكتبة المسجد النبوي.[2]
- مملكة إيطاليا تفتح قنصلية في جدة وتوقيع اتفاقية تعاون بين البلدين.[3]
- بناء قلعة ضباء.[4]
- تأسيس الهلال الأحمر، وكان يحمل مسمى جمعية الإسعاف الطبي، ثم تغير اسمها إلى جمعية الإسعاف الخيري ثم الهلال الأحمر.[5]
- القيام بإحصاء سكاني لبادية سراة عسير وحصر عددهم نحو 250 ألف شخص و حاضرتها نحو 650 ألف نسمة.[6]
- غرق بلدة السلمية الواقعة في منطقة الرياض بسيل جارف من وادي حنيفة، حيث أطلق السعوديين حينها على السنة الهجرية 1351 اسم سنة السلمية.[7][8]
- السعودية تمنح امتياز لتجار هنود مسلمين لبناء سكة قطار بين جدة ومكة لكن ألغي الامتياز لانقضاء المهلة المحددة للبدء بالمشروع . [9]
- قيام الملك عبد العزيز وولي العهد الأمير سعود بتقديم التعازي في وفاة الملك فيصل ملك العراق.
- زيارة الأمير عبد الله بن جاسم آل ثاني أمير قطر إلى الرياض.
- استعراض عسكري في الرياض من 10 آلاف جندي.
- توقيع اتفاقية بين المملكة العربية السعودية والولايات المتحدة بخصوص التمثيل السياسي والقنصلي والصيانة القضائية والتجارة والملاحة.
- افتتاح طريق للسيارات بين مكة المكرمة و أبها.
- إنشاء إدارة بلدية ودائرة الشرطة في الرياض.
- إنشاء مدرسة دار الحديث في مكة المكرمة في ربيع الأول من سنة 1352 هـ.
- أول مكالمة هاتفية بين الرياض ومكة المكرمة حيث جرت بين الملك عبد العزيز في مكة والأمير سعود ولي العهد في الرياض ودامت المكالمة عشرون دقيقة.[10]

### فبراير
- 24: قيام الملك عبد العزيز بإرسال جيش من مكة إلى جازان بسبب تمرد الأدارسة الذي بدأ في 5 رجب 1351هـ الموافق 4 نوفمبر 1932م.[11]

### مارس
- تبادلت حكومتا المملكة العربية السعودية وإمارة شرق الأردن الاعتراف المتبادل من خلال برقيتين بين الملك عبد العزيز والأمير عبد الله الأول بن الحسين.[12]

### مايو
- 29: وقعت الحكومة السعودية اتفاقية منح امتياز إلى شركة «ستاندارد أويل أوف كاليفورنيا» (سوكال) تسمح للأخيرة بالتنقيب عن النفط في الأراضي السعودية، وقد مررت شركة سوكال هذا الامتياز إلى فرع تمتلكه بالكامل تحت اسم «كاليفورنيا-أريبيان ستاندارد أويل كو» (كاسوك)، وتعد هذه الاتفاقية نواة تأسيس شركة أرامكو.[13]

### يوليو
- 27: قيام المملكة العربية السعودية وإمارة شرق الأردن بعقد معاهدة صداقة وحُسن جوار وبروتوكول تحكيم بينهما.[11]

### نوفمبر
- 7: تأسيس العلاقات الدبلوماسية بين السعودية والولايات المتحدة الأمريكية.[14] حيث عُقدت اتفاقية مؤقتة بينهما تم توقيعها في لندن من قِبل الوزير المفوض السعودي هناك حافظ وهبة الوزير، وكذلك روبرتورث بنجهام السفير المفوض فوق العادة للولايات المتحدة في لندن.[11]

## مواليد
- عبد الله بن جبرين، داعية وفقيه إسلامي (ت. 2009).[15]
- حسن آل الشيخ، كاتب وتربوي شغل منصب وزير لعدة وزارات (ت. 1987).[16]
- محمد المسيطير، شاعر وأديب (ت. 2005).
- عمر كدرس، ملحّن (ت. 2002).
- محمد بن شلاح المطيري، شاعر ومذيع (ت. 2005).[17]
- عبد الكريم الخطيب، صحفي ومذيع وأديب ومؤرخ.
- إبراهيم الحميدان، روائي وقاص (ت. 2013).[18]
- عباس الخزام، شاعر وصحفي (ت. 2007).[19]
- عبد الله الشباط، كاتب وصحفي وباحث (ت. 2017).[20]
- محمد المشعان، شاعر وكاتب (ت. 2001).

### يناير
- 1:
  - طلال أسد، عالم بعلوم الإنسان من الولايات المتحدة الأمريكية.
  - عبد الرحمن بن عبد العزيز بن ماجد، مؤذن سعودي (ت. 2018).[21]
  - نايف بن عبد العزيز آل سعود، ولي العهد ووزير الداخلية سابقاً (ت. 2012).[22]

### مايو
- 29: عبد الرحمن منيف، خبير اقتصادي وأديب وناقد حداثي سعودي ولد في عمّان (ت. 2004).[23][24]

### أغسطس
- 1: محمد حمزة، ممثل ومنتج ومؤلف (ت. 2020).[25]

### سبتمبر
- 28: صالح الفوزان، فقيه وأستاذ جامعي وعضو هيئة كبار العلماء.

## وفيات
- عقاب بن محيا، أحد أمراء عتيبة ومن أبرز قادة جيش إخوان من أطاع الله الذين ساهموا في توحيد السعودية (و. 1903م).

### مارس
- 10: أحمد الشريف السنوسي، زعيم وطني ليبي (و. 1873م).

### أبريل
24: الشيخ الفارس محمد بن دليم شيخ شمل قبائل قحطان ووادعة الجنوب و أحد رجالات الملك عبدالعزيز المشاركين في توحيد الملك للسعودية .

### أغسطس
- 3: عبد الله العجيري، راوي وشاعر وقارئ (و. 1868م).

### سبتمبر
- 8: فيصل الأول، الابن الثالث للشريف الحسين وأول ملوك العراق (و. 1885م).